# 圣塞瓦斯蒂安之围

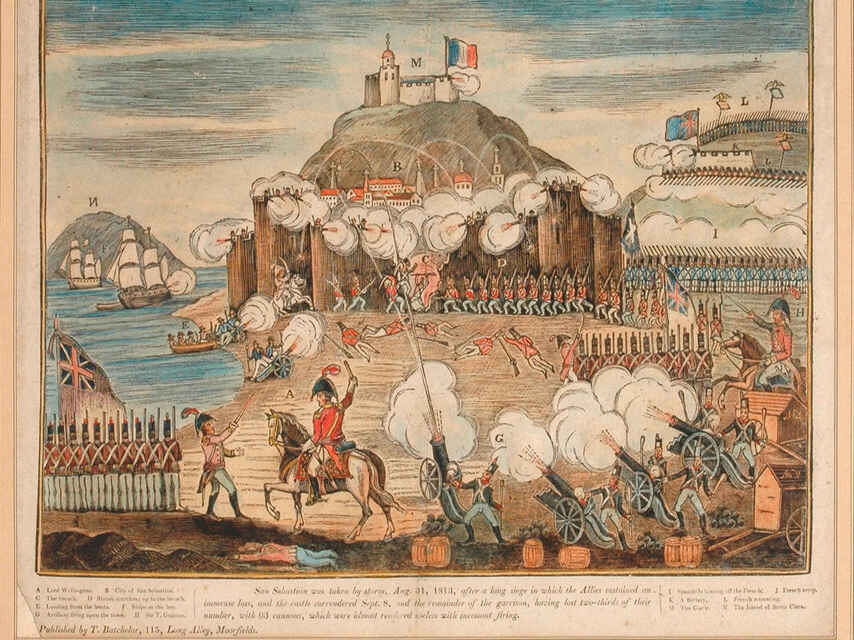

《圣塞瓦斯蒂安之围》（西班牙語：1813. Asedio, incendio y reconstrucción de San Sebastián）是一幅画作，为一幅油画，由一位不知名的作者在19世纪创作。这幅画描绘了英国军队和葡萄牙军队从1813年7月7日到9月8日对圣塞瓦斯蒂安城内法国军队的围攻。历史上，英国军队和葡萄牙军队占领圣塞瓦斯蒂安后，对城镇进行了系统性摧毁。此画由于其重要的历史价值，所以被存放在圣塞瓦斯蒂安的圣特尔莫博物馆里进行保管。